# خوذة أدريان ام 15

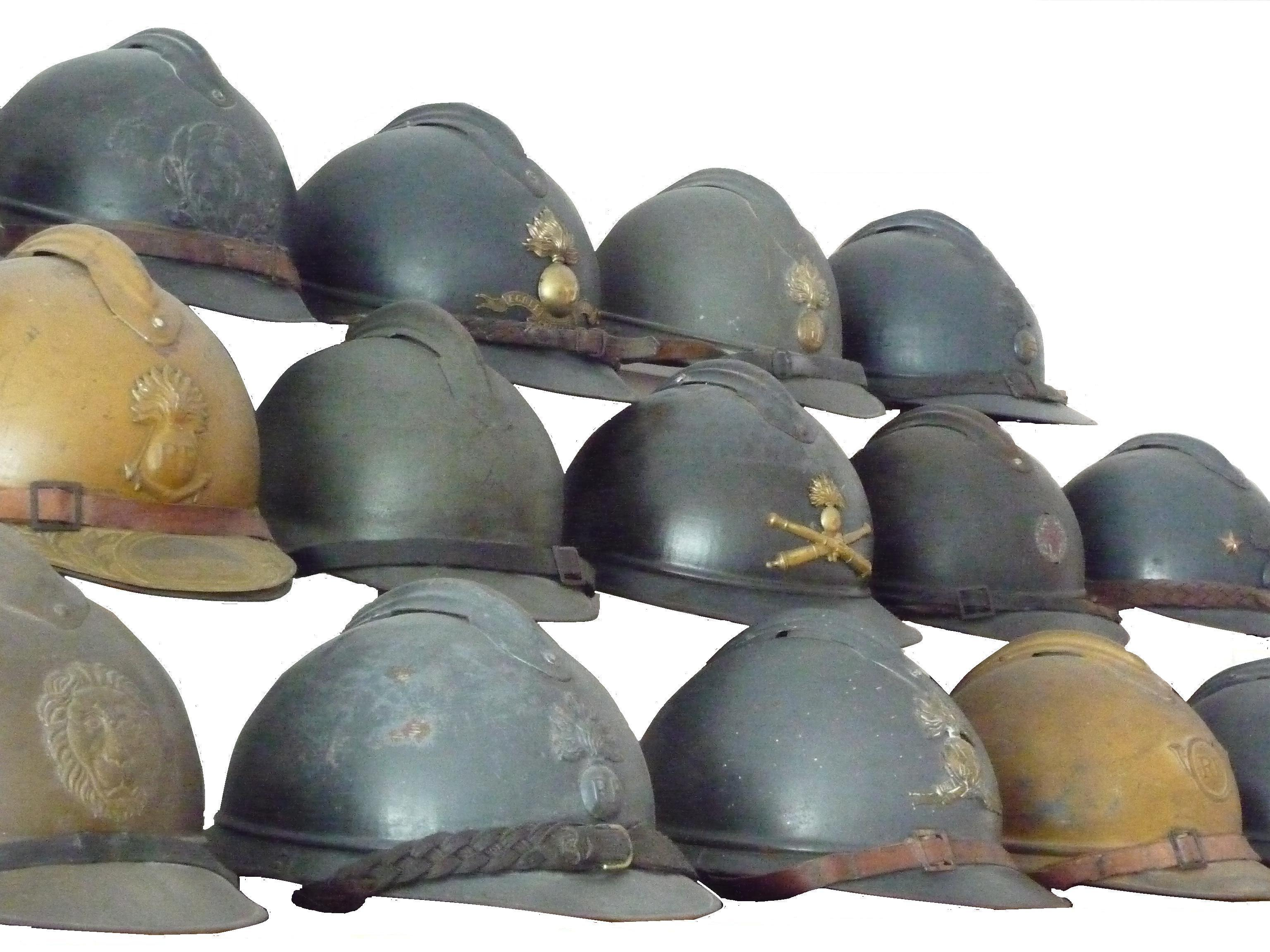
خوذ أدريان

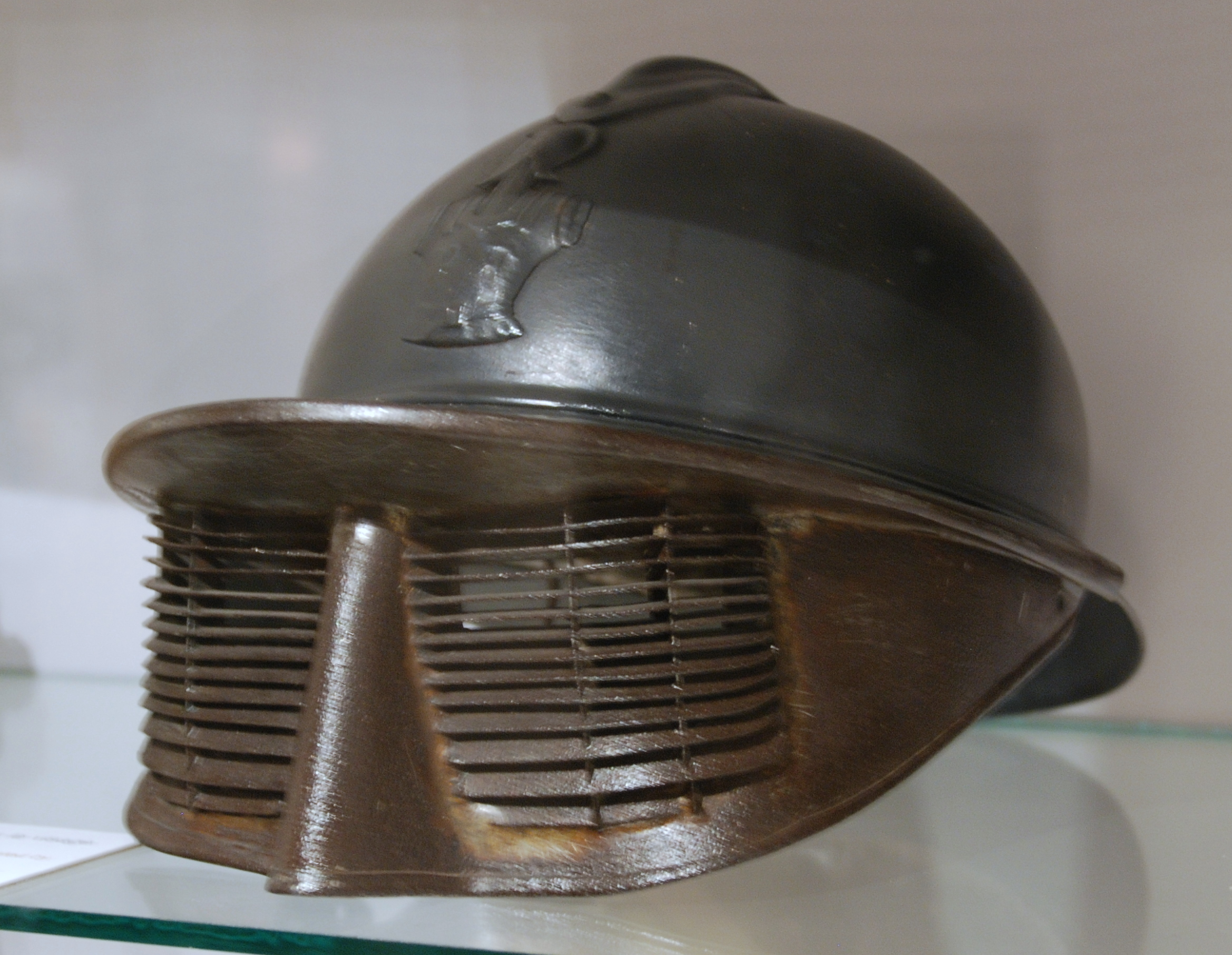
شارة مثبتة على الخوذة تحمي الوجه من الشظايا

خوذة أدريان ام 15 (بالفرنسية : Casque Adrian) كانت خوذة قتال أصدرت إلى الجيش الفرنسي خلال الحرب العالمية الأولى (الحرب الكبرى) وكانت أول خوذة عسكرية أصدرت للجيش الفرنسي المرابط على الخنادق على طول الجبهة ، بسبب كثرة الإصابات بالرأس الناتجة عن الطلقات أو شظايا القذائف الساطقة بالقرب من الجنود ، قدمت في سنة 1915 حيث كانت أول خوذة قتال معدنية وخدمت في كثير من الجيوش في ثلاثنيات القرن الماضي ، وأصدرت خاصة إلى جنود المشاة ، وأصدرت كذلك إلى جنود الخيالة وطواقم الدبابات في شكل مطور ، ونوع لاحق صدر هو ام 26 واستخدم خلال الحرب العالمية الثانية وأول من استوحى تصميم هذه الخوذة هو الجنرال الفرنسي أغست-لويس أدريان الذي استوحاها من الخوذ القديمة خلال القرن السادس عشر .

## تاريخها واستعمالها
عند اندلاع الحرب العالمية الأولى كان الجنود الفرنسيين يلبسون قبعة الكيبي المميزة ، والتي لم توفر أدنى حماية للابسيها الجنود ، حيث أثبت قتال الخنادق المندلع في الجبهات على أن ارتداء خوذة يقلل معدلات الوفيات بشكل ملحوظ بين الجنود ، ولذلك أمر القادة الفرنسيين بإنتاج مثل هذه الخوذ المعدنية التي تقي لابسها من الشظايا الناتجة عن انفجار قذائف المدفعية ، حيث كان الجنود المتحصنين في الخنادق غير محميين من فوق رؤوسهم وأضيف أحيانا شارة لحماية الوجه .
لكن لم تصمم الخوذة ام 15 لتحمي الجندي من طلقة البندقية أو الرشاشات وتزن هذه الخوذة 0.765 كغ .

## معرض صور

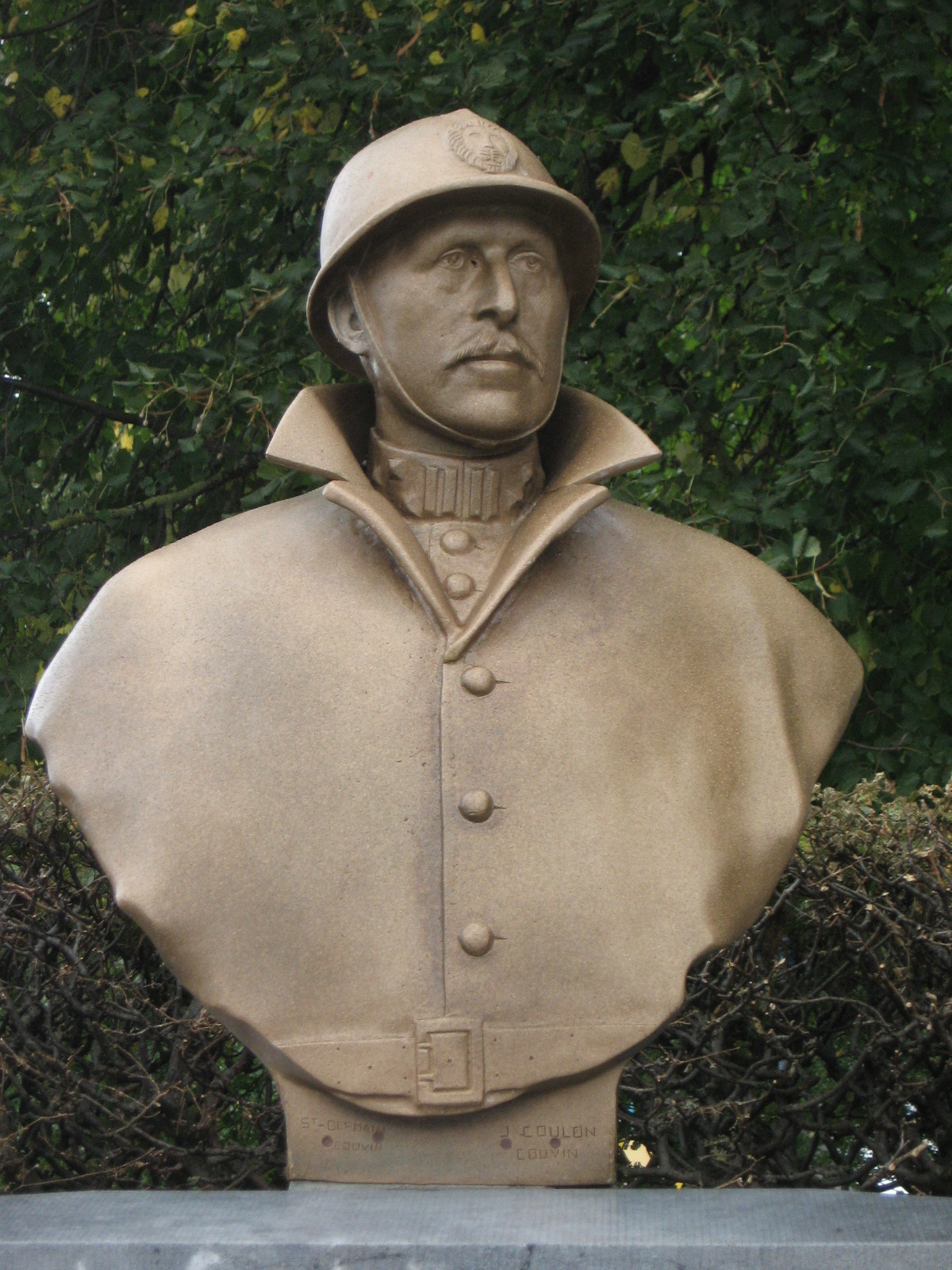
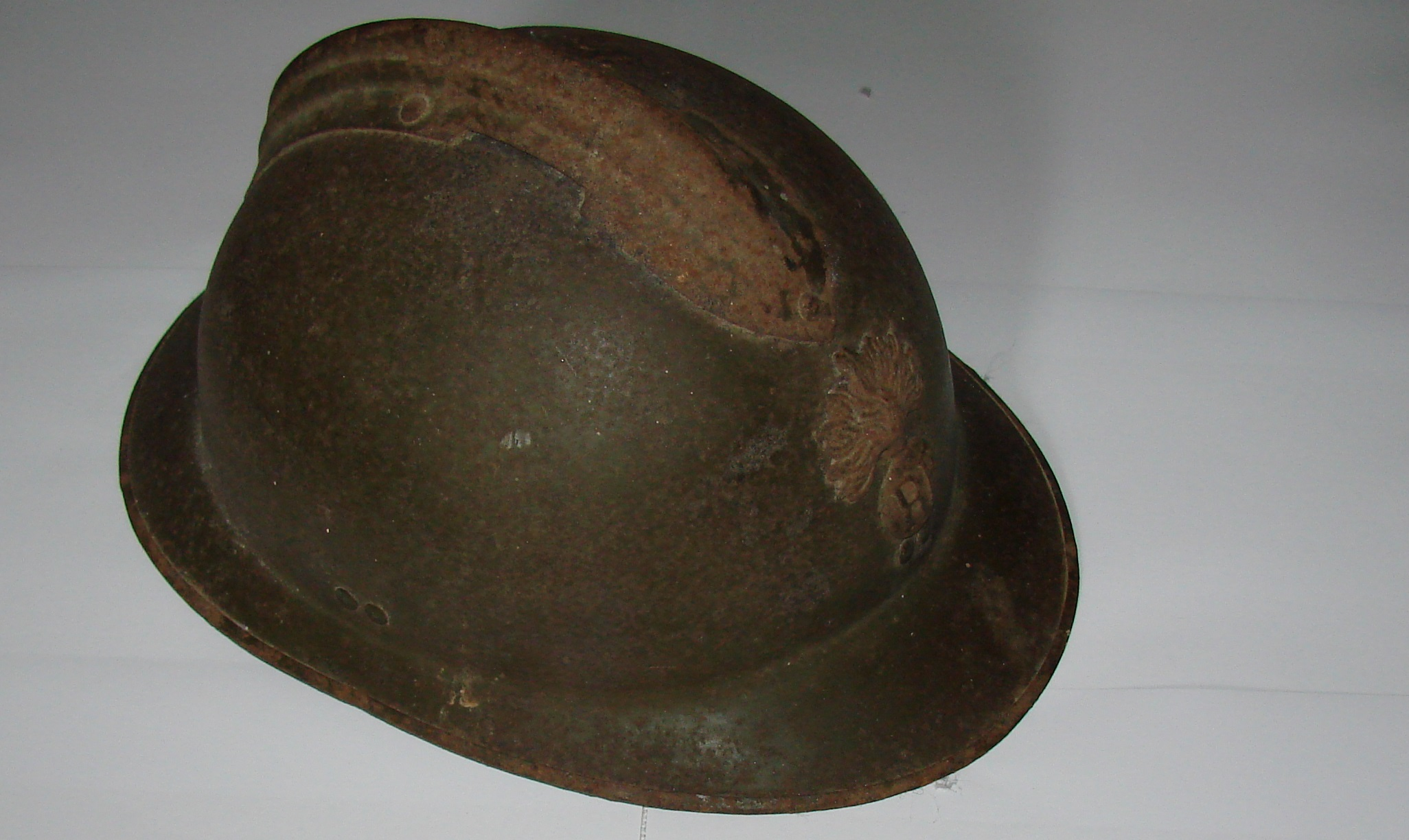
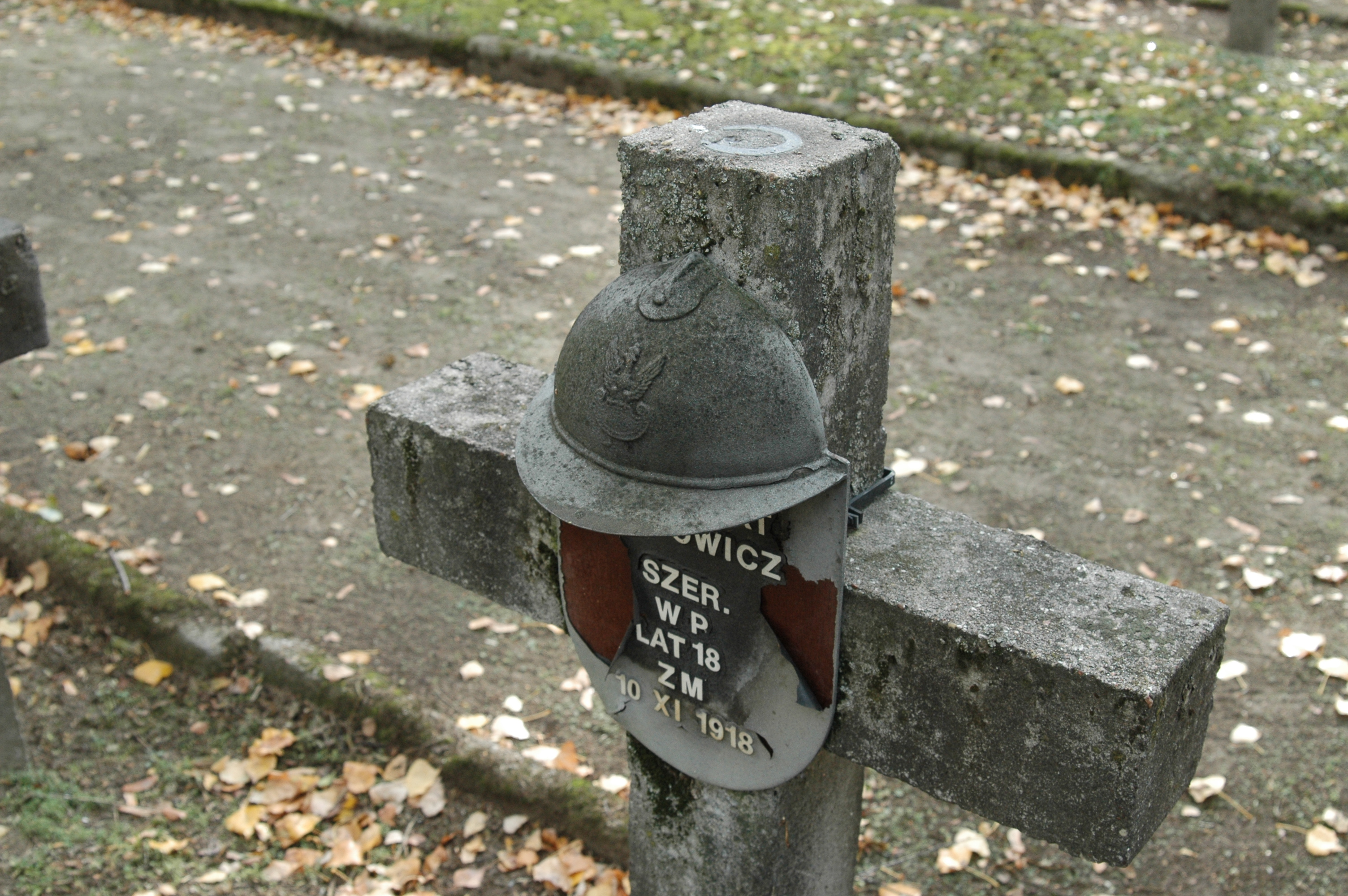
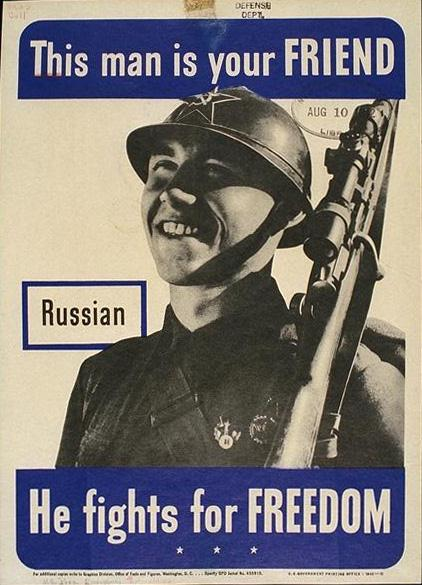
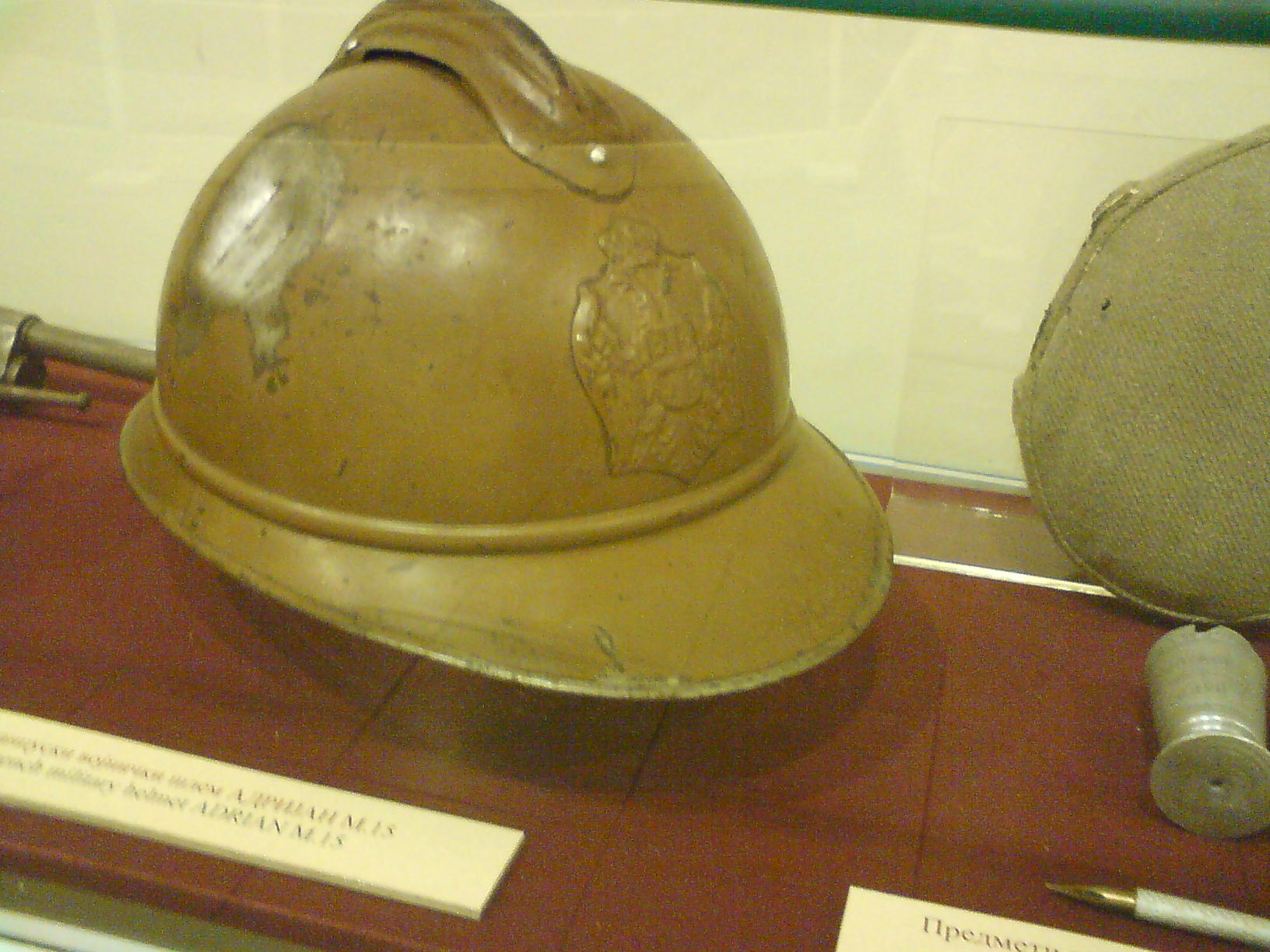
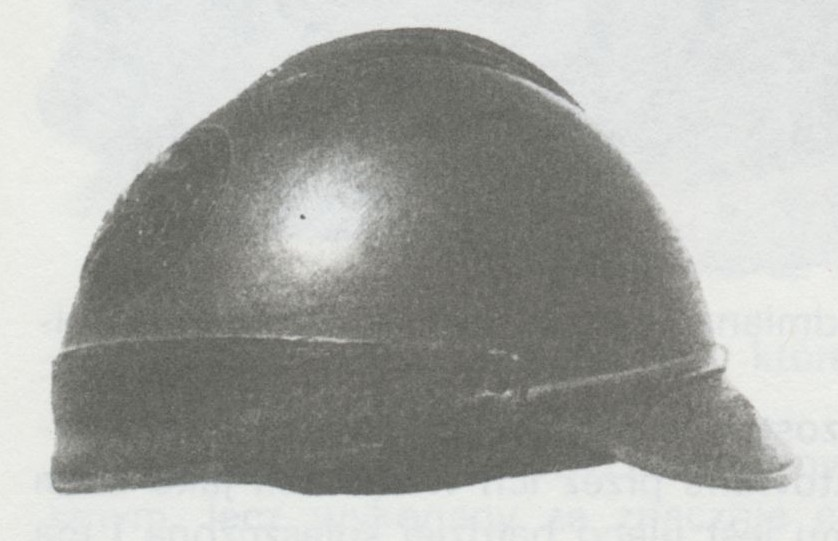